# 投名狀 (電影)
《投名狀》（英語：The Warlords）2007年由中國大陸和香港聯合投資製作的战争劇情片，故事背景是1860年代清朝太平天國時期，故事大綱改編自清末四大奇案之一的刺馬案。
本片由陳可辛執導，程小東任动作指导，李連杰、劉德華和金城武主演，于2007年12月上映。在第27届香港电影金像獎中奪得8個獎項，包括最佳电影及最佳導演，李連杰獲得最佳男主角。同年於台灣的第45屆金馬獎上，又獲得最佳剧情片、最佳導演及最佳視覺效果三个大獎。

## 劇情
電影劇情改編自清末四大奇案之一的刺馬案，與史實無干。「投名狀」是一個江湖黑話，要加入黑幫之前，先被迫犯下一件罪案（如殺人），如此則無法歸順官方，出賣自己的幫眾兄弟；否則幫眾亦能檢舉自己犯過的罪。
1860年代天下大亂，太平天國興起，各地起事不斷，清軍將領龐青雲（李連杰飾）率眾鎮壓太平軍，因友軍「魁字營」作壁上觀而兵力不支，全軍覆沒。龐裝死躲過一劫，在流亡的路上和逃出土匪窩的前揚州歌女蓮生（徐靜蕾飾）萌生感情。龐為了有飯可吃，加入姜午陽（金城武飾）招募的土匪隊伍，在搶劫太平軍的糧車過程中顯露戰鬥才華，獲姜午陽及姜的義兄－趙二虎（劉德華飾）賞識，但是龐此時方知蓮生是趙二虎的妻子。不久，魁字營鎮壓土匪窩，當中一名小頭目更當眾鞭打羞辱趙二虎，還搶走了糧食。龐鼓動趙和姜兩人加入清軍，以獲得軍械武器及糧食，便可不再被欺負。為了表示忠誠，三個人各殺了一名路人，立「投名狀」結拜為兄弟，龐做大哥。
龐率眾投靠朝廷軍機處，成立「山字營」。山字營在龐青雲的指揮下以少勝多，攻佔太平軍治下的滁州，聲勢大振，爾後圍困蘇州。蘇州城內的太平軍和城外的山字營都面臨斷糧，龐青雲從老對手魁字營以將來對分攻陷天京的戰功為條件，借來十日的糧食。此時，趙二虎獨自潛入蘇州。在穿越城鎮的途中，眼見城內的情況其實與城外一樣，眾人都是挨著餓，甚至到了快出現人食人的危機。及後，蘇州太平軍將領黃文金為了士兵和百姓不餓死及不被羞辱，自願死於趙二虎的刀下，讓士兵投降回家務農。黃文金此舉令生性強悍的趙二虎也為之動容，趙也答應黃會讓城內的士兵和百姓存活。但龐為了節省有限的糧食，還是殺死了投降但不願被收編的太平軍降兵，趙二虎因不滿龐身為軍人卻不守信用而被暫時強行禁錮。
在龐青雲的謀劃之下，山字營順利取得先機攻下金陵（今南京）。龐青雲因此獲得慈禧太后垂青，獲拔擢為兩江總督，不過龐卻提議免除兩江轄區三年賦稅，此舉在無意間得罪了慈禧，後龐為了穩固自身的勢力，消除慈禧疑慮，計畫暗殺可能擁兵自重的趙二虎，以為可以重獲太后信賴。姜午陽意外發現龐青雲和蓮生的婚外情；姜得知龐欲對二虎不利之後，誤認為龐暗殺二虎是想搶奪蓮生，於是痛下殺手將蓮生殺害，以為可以維護二虎的性命，但是二虎依然死於暗殺。姜午陽最後在悲慟之下起了殺意，埋伏在就職典禮上，準備刺殺龐青雲。
然而，所謂的就職典禮本身已變為一場陰謀，慈禧太后不可能讓手握重兵，而且是「外人」的龐青雲成為總督，因為這無疑等於又製造了一個大軍閥。因此，朝廷在典禮當中埋伏了槍手，想藉此將龐青雲剷除。此時，剛好遇上姜午陽行刺，槍手的伏擊使得姜午陽刺殺得逞，姜也因而被捕並成了代罪羔羊，於兩個月後以「行刺朝廷命官罪」，被判決凌遲處死。

## 演員

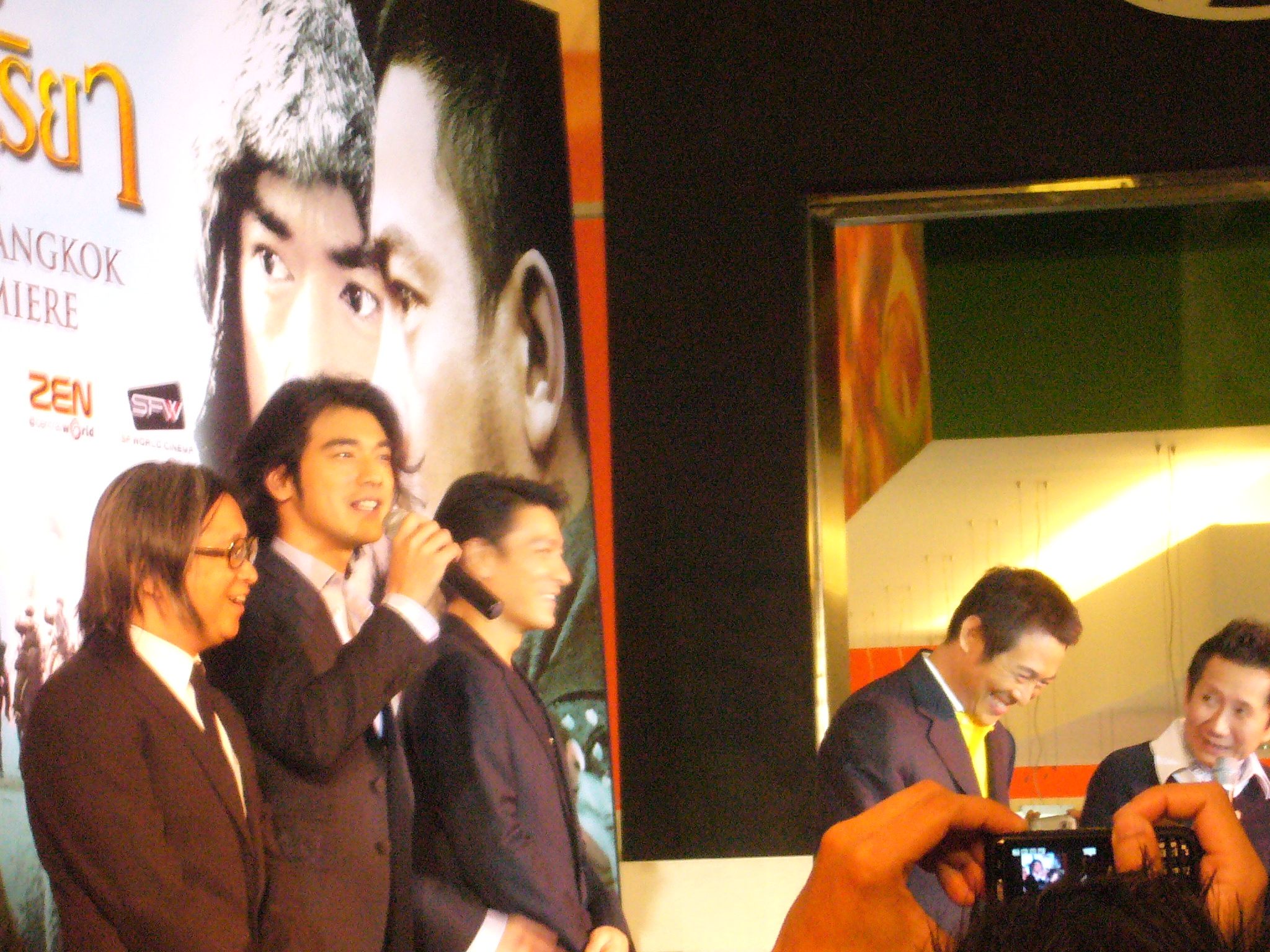
在曼谷出席首映時，由左至右分別為陳可辛、金城武、劉德華及李連杰

| 演員                    | 角色                                                                                                   |
| 李連杰（粵配：高翰文）  | 龐青雲：字鹿山，「山字營」的領頭大哥，清軍將領                                                         |
| 劉德華 （粵配：張錦程） | 趙二虎                                                                                                 |
| 金城武 （粵配：陳旭恆） | 姜午陽                                                                                                 |
| 徐靜蕾 （粵配：郭碧珍） | 蓮 生                                                                                                  |
| 郭曉冬                  | 黃文金：歷史原型為譚紹光，蘇州太平军守城將領。自願死於趙二虎刀下以換取部將士兵及平民百姓的性命安全     |
| 魏宗万 （粵配：龍天生） | 陈 公                                                                                                  |
| 顾宝明 （粵配：李鎮洲） | 狄 公                                                                                                  |
| 王奎荣（粵配：李忠強）  | 姜大人                                                                                                 |
| 石兆琪 （粵配：龔國強） | 何 魁                                                                                                  |
| 吴优 （粵配：古明華）   | 赵副官                                                                                                 |
| 向佐                    | 石錦標：原為趙二虎的山匪小頭目，後因不願跟隨趙二虎和龐青雲等人投靠清軍而改投太平軍，並被歸入黃文金部下 |

## 製作

### 历史故事原型
1870年，一名怪異的刺客張汶祥以小刀刺殺兩江總督馬新貽，供詞語焉不詳，民間眾說紛紜，認為是湘軍與太平軍舊部的利益瓜葛，是為刺馬案，1871年張汶祥被凌遲處死。

### 拍摄
影片总投资4000万美元（约三亿人民币），演员片酬占43%。影片的拍摄日期为2006年12月4日至2007年3月28日。拍摄地包括北京市区以西90公里的门头沟区斋堂镇爨底下村、河北易县、浙江横店的明清民居博览城（室内戏）和明清宫苑（仿紫禁城）。其中最大的一场战争场面共动用了15名副导演和八架摄影机同时拍摄，舒城大战共拍了20多天，在片中剪成12分钟。后期工作在香港、洛杉矶和曼谷三地进行制作。
本片在台灣、香港及中国大陸上映的為不同剪接及配音版本，大陸版本在劇情及台詞上有所修剪更動，相較於港台版本劇情刪減為較平面及單純化。

## 票房
投名狀在台灣上映41日，票房一億四千萬台幣；香港上映30多日，票房27,495,779港幣，位列香港年度華語片第二位（冠軍是李安的《色戒》）；大陸累計2.1億人民幣（因受馮小剛的《集結號》半路截殺導致后期票房腰斬，跟預期的3億有比較大的差距）。加上北美等地的海外票房不佳，導致本片虧損。

## 獎項
| 頒獎典禮                       | 獎項             | 名單                                                          | 結果 |
| ------------------------------ | ---------------- | ------------------------------------------------------------- | ---- |
| 第14屆香港電影評論學會大獎     | 最佳電影         | 不適用                                                        | 提名 |
| 第14屆香港電影評論學會大獎     | 最佳導演         | 陳可辛                                                        | 提名 |
| 第14屆香港電影評論學會大獎     | 最佳編劇         | 須蘭、秦天南、林愛華、黃建新、許月珍、何冀平、郭俊立、阮世生  | 提名 |
| 第14屆香港電影評論學會大獎     | 最佳男演員       | 李連杰                                                        | 提名 |
| 第14屆香港電影評論學會大獎     | 推薦電影         | 不適用                                                        | 獲獎 |
| 2007年度香港電影導演會年度大獎 | 最佳電影         | 不適用                                                        | 獲獎 |
| 2007年度香港電影導演會年度大獎 | 最佳導演         | 陳可辛                                                        | 獲獎 |
| 第2屆亞洲電影大獎              | 最佳電影         | 不適用                                                        | 提名 |
| 第2屆亞洲電影大獎              | 最佳導演         | 陳可辛                                                        | 提名 |
| 第2屆亞洲電影大獎              | 最佳男主角       | 李連杰                                                        | 提名 |
| 第2屆亞洲電影大獎              | 最佳攝影         | 黃岳泰                                                        | 提名 |
| 第2屆亞洲電影大獎              | 最佳剪接         | 李棟全                                                        | 提名 |
| 第2屆亞洲電影大獎              | 最佳視覺效果     | 吳炫輝、鄒志盛、郭惠玲                                        | 獲獎 |
| 第27屆香港電影金像獎           | 最佳電影         | 不適用                                                        | 獲獎 |
| 第27屆香港電影金像獎           | 最佳導演         | 陳可辛                                                        | 獲獎 |
| 第27屆香港電影金像獎           | 最佳編劇         | 須蘭、秦天南、林愛華、黃建新、 許月珍、何冀平、郭俊立、阮世生 | 提名 |
| 第27屆香港電影金像獎           | 最佳男主角       | 李連杰                                                        | 獲獎 |
| 第27屆香港電影金像獎           | 最佳男主角       | 劉德華                                                        | 提名 |
| 第27屆香港電影金像獎           | 最佳攝影         | 黃岳泰                                                        | 獲獎 |
| 第27屆香港電影金像獎           | 最佳剪接         | 李棟全                                                        | 提名 |
| 第27屆香港電影金像獎           | 最佳美術指導     | 奚仲文、易振洲、黃炳耀                                        | 獲獎 |
| 第27屆香港電影金像獎           | 最佳服裝造型設計 | 奚仲文、戴美玲、利碧君                                        | 獲獎 |
| 第27屆香港電影金像獎           | 最佳動作設計     | 程小東                                                        | 提名 |
| 第27屆香港電影金像獎           | 最佳音響效果     | 、                                                            | 獲獎 |
| 第27屆香港電影金像獎           | 最佳視覺效果     | 吳炫輝                                                        | 獲獎 |
| 第27屆香港電影金像獎           | 最佳原創電影音樂 | 陳光榮、金培達、 高世章                                       | 提名 |
| 第45屆金馬獎                   | 最佳劇情片       | 不適用                                                        | 獲獎 |
| 第45屆金馬獎                   | 最佳導演         | 陳可辛                                                        | 獲獎 |
| 第45屆金馬獎                   | 最佳男主角       | 李連杰                                                        | 提名 |
| 第45屆金馬獎                   | 最佳原著劇本     | 須蘭、秦天南、林愛華、黃建新、 許月珍、何冀平、郭俊立、阮世生 | 提名 |
| 第45屆金馬獎                   | 最佳攝影         | 黃岳泰                                                        | 提名 |
| 第45屆金馬獎                   | 最佳視覺效果     | 吳炫輝、鄒志盛、郭惠玲                                        | 獲獎 |
| 第45屆金馬獎                   | 最佳美術設計     | 奚仲文、易振洲、黃炳耀                                        | 提名 |
| 第45屆金馬獎                   | 最佳造型設計     | 奚仲文、戴美玲、利碧君                                        | 提名 |
| 第45屆金馬獎                   | 最佳動作設計     | 程小東                                                        | 提名 |
| 第45屆金馬獎                   | 最佳剪輯         | 李棟全                                                        | 提名 |
| 第45屆金馬獎                   | 最佳音效         | 、                                                            | 提名 |